# エンドレス・トーキング
『エンドレス・トーキング』（THE ENDLESS TALKING）は、細野晴臣の12作目のオリジナル・アルバム。

## 概要
細野が1984年に発足させた「モナドレーベル」から発売された。本作と「コインシデンタル・ミュージック」「マーキュリック・ダンス」「パラダイスビュー」の4作を細野は「観光音楽」と呼んでいる。
収録されている楽曲の全ては1985年5月にイタリアのジェノヴァで開催された「ジャパン・アヴァンギャルド・オブ・ザ・フューチャー展」の為に制作したもの。
ミラノのデザイナー・チーム「アトリエ・アルキミア」とのコラボレーションであり、製作された13体の異なるオブジェから、内蔵テープに収録された細野作曲の異なる音楽が流れる、というものである。音楽は電源を切らなければ常に再生し続ける「エンドレス・カセット」を使用したことからほとんどの曲は3分間程度に縮められている。これがタイトルの「エンドレス・トーキング」の由来となった。
このプロジェクトに参加することとなった細野は当時、映画『銀河鉄道の夜』の音楽を担当しており作曲・レコーディングで多忙を極めていた。そんな中、スケジュールを調整し『銀河鉄道の夜』のレコーディングの日程を1日だけ中断。その空いた1日で、シンセサイザーとサンプリング・マシンで全13曲が即興的に作られ、マルチトラック録音によるトラックダウンの過程を省くため、ステレオ2トラックでダイレクトに録音された。
1996年のCD化を最後に長らく廃盤になっていたが、2008年にタワーレコード限定で紙ジャケットとして再発された。

## 曲目
全作曲:細野晴臣

### A面
1. 威勢のいい滝 (マーキュリーフォール MERCURYFALL)
2. 動物の意見 (アニマルズ・オピニオン THE ANIMAL'S OPINION)
3. 昆虫は非常事体を主張する (インセクト・インシスト・インセキュリティー INSECTS INSISTS INSECURITY)
  - 「Making of NON-STANDARD MUSIC/Making of MONAD MUSIC」に収録されている「ミディアム・コンポジション」のアレンジを変えたもの。
4. 人類の長いお噺 (ロングストーリー・オブ・ヒューマンカインド THE LONG STORY OF A HUMANKIND)
5. 天国の第一人者 (ファーストワン・イン・ヘヴン THE FIRST ONE IN HEAVEN)
6. オペラによる制御回路 (シーケンシャル・オペラ・サーキット SEQUENTIAL OPERA CIRCUIT)
7. 動揺 1 (トレンブリング1 TREMBLING #1)

### B面
1. 終わりのないおしゃべり (エンドレス・トーキング THE ENDLESS TALKING)
2. スクラッチによるジマノフスキー鳥 (スクラッチド・ジノマフスキー・バード SCRATCHED-SZYMANOWSKY-BIRD)
3. デジタル標本化による民族学 (デジタリー・サンプルド・エスノグラフィー DIGITALLY SAMPLED- ETHNOGRAPHY)
4. 女神プリオシーナ (ラ・プリオシーナ LA PLIOCENA)
5. 羽の生えた動物 (ビルドュ BIRDOJ)
6. 動揺2 (トレンブリング2 TREMBLING #2)
  - 本アルバムに収録されている曲の中で唯一5分以上ある曲。